# Dacentrurus
Dacentrurus (Dacentrurus armatus) foi uma espécie de dinossauro herbívoro e quadrúpede que viveu no fim do período Jurássico. Media em torno de 4,6 metros de comprimento e 1,8 metros de altura. O Dacentrurus viveu na França, Inglaterra, Espanha e Portugal.

## Outras espécies
- Dacentrurus phillipsii